# Canal de Corbulon

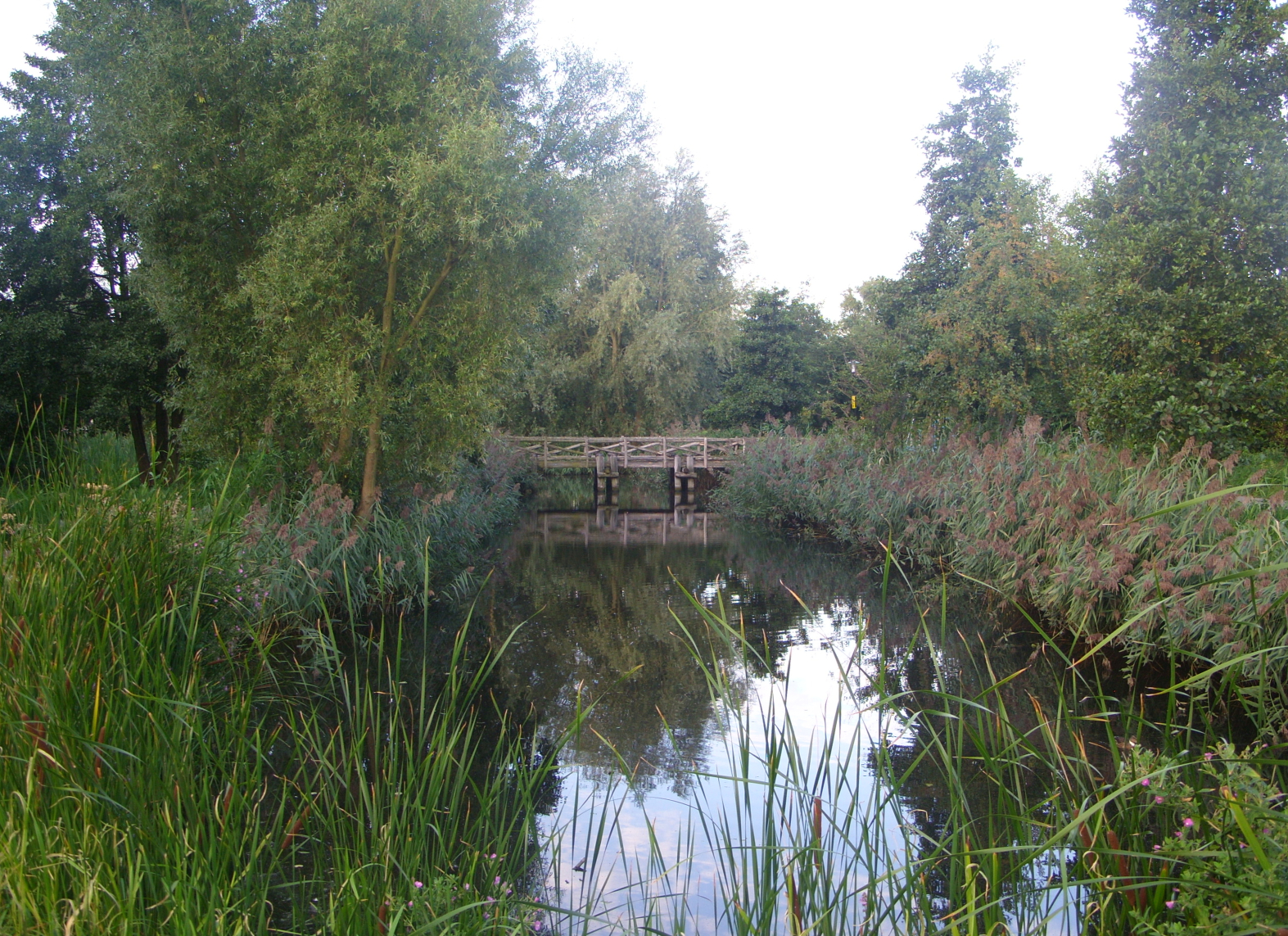
Reconstitution du Canal de Corbulo près de Rietvink à LeidschendamLe canal de Corbulon ou Fossa Corbulonis - du nom du général romain Corbulon - creusé par ses troupes vers 47 apr. J.-C. Il relie le Helinium - l'estuaire de la Meuse - avec le Vieux Rhin en Hollande-Sud.

Le Canal de Corbulon, ou Fossa Corbulonis - du nom du général romain Corbulon - creusé par ses troupes vers 47 apr. J.-C., reliait le Vieux Rhin à l'estuaire de la Meuse, en Germanie inférieure, actuels Pays-Bas.

## Fossa Corbulonis
Le chenal, d'une longueur de 23 miles romains - soit 34 km - relie le Vieux Rhin à l'estuaire de la Meuse, beaucoup plus praticable que l'embouchure du premier où le port de Lugdunum Batavorum - au lieu-dit Brittenburg, près de Katwijk - s'ensablait souvent. 
Il était particulièrement utile à cette époque où les transferts de troupes du Rhin vers la province romaine de Bretagne étaient fréquents.  
Le chenal permettait aussi à des barques à fond plat qui n'étaient pas équipées pour affronter les tempêtes de la Mer du Nord de transporter le matériel de guerre et les matériaux nécessaires à l'érection des castellum - poutres, briques et pierres - en provenance du Rhin moyen.
Il est possible que les Romains n'aient eu que peu de mètres à creuser car ils ont emprunté le lit d'une petite rivière existante, la Gantel.

## Les recherches archéologiques
Le tracé exact n'est pas très bien connu mais on possède des indications selon lesquelles il reliait le castellum Forum Hadriani - aujourd'hui Voorburg - au castellum Matilo proche de la ville de Leyde.
En 1962, on découvre le départ du canal au nord-ouest de Leyde. D'autres fouilles sont entreprises à Leidschendam entre 1989 et 1992, puis de nouveau en 2004. Les analyses dendrochronologiques de la dernière fouille ont établi clairement que le chenal datait de 50 apr. J.-C. Ce chenal fait 12 à 14 mètres de large et environ 2 mètres de profondeur. On a découvert les traces d'un chemin de halage le long du chenal.

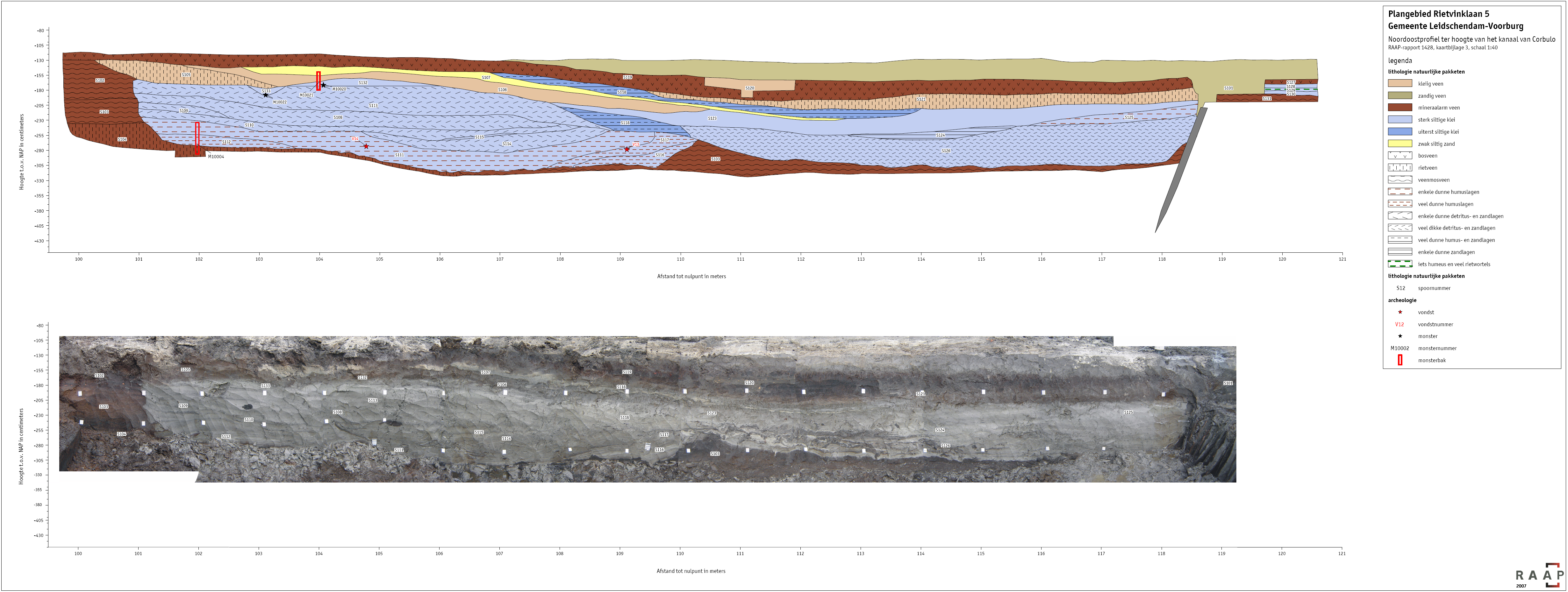
Profil du Canaal de Corbulo dans le Polder de Rietvink, Leidschendam-Voorburg

En 2004, on y retrouve également - à Naaldwijk - une partie d'une plaque de bronze, probablement un fragment d'un piédestal de la statue de l'empereur Claude.

### Sources historiques
L'historien romain Tacite écrit, au sujet du général Corbulon et de son canal :

« Ut tamen miles otium exueret, inter Mosam Rhenumque trium et viginti milium spatio fossam perduxit, qua incerta Oceani vitarentur »

"Pour occuper ses soldats, il leur fit creuser un canal de 23 miles entre la Meuse et le Rhin, afin d'éviter les dangers de l'océan".